# Oksana Omelianchik
Oksana Omelianchik, (Ulan-Ude, 2 de janeiro de 1970) é uma ex-ginasta russa que competiu em provas de ginástica artística pela União Soviética.
Oksana fez parte da equipe soviética que disputou o Campeonato Mundial de Montreal, em 1985. Nele, conquistou três medalhas de ouro,- no individual geral, nos exercícios de solo e por equipes. Na edição seguinte, realizada em Roterdã, fora medalhista de prata na prova coletiva.